# Лосев, Александр Григорьевич
Александр Григорьевич Лосев — советский хозяйственный и государственный деятель, Герой Социалистического Труда.

## Биография
Родился в 1926 году в деревне Ладыгино. Член КПСС.
Окончил семилетнюю школу.
В 1943—1986 — слесарь-сборщик Московского инструментального завода «Калибр» Министерства станкостроительной и инструментальной промышленности СССР.
Указом Президиума Верховного Совета СССР от 2 сентября 1982 года присвоено звание Героя Социалистического Труда с вручением ордена Ленина и золотой медали «Серп и Молот».
Делегат XXIV съезда КПСС.
Умер в 2007 году в Москве. Похоронен на Ваганьковском кладбище.

## Награды и звания
- Герой Социалистического Труда (02.09.1982)
- Орден Ленина (05.04.1971, 02.09.1982)
- Орден Трудового Красного Знамени (08.08.1966)